# Ben Wittick
George Benjamin Wittick,  né le 1er janvier 1845 et mort le 30 août 1903, généralement connu sous le nom de Ben Wittick, est un photographe américain. Il est connu pour ses photographies de la frontière américaine et des Amérindiens.
Il a commencé son travail de photographe dans la ville de Moline, en Illinois, avant de voyager dans le Sud-Ouest des États-Unis. En 1900, il a établi son dernier studio à Fort Wingate, au Nouveau-Mexique.

## Biographie
George Benjamin Wittick est né le 1er janvier 1845 à Huntingdon, en Pennsylvanie de Conrad Wittick et Barbara Petrie, des immigrants allemands. Vers 1854, il voyagea vers l'ouest avec ses parents, qui s'installèrent dans la ville de Moline, en Illinois.
Wittick servit dans la Guerre de Sécession pour l'Union à l'âge de 16 ans, avant d'être démobilisé dans le Minnesota en 1865. Il se maria en 1866 avec Frances “Fannie” Averill. Wittick eut au total six enfants. Dans la ville de Moline où il vivait, il apprit la photographie auprès d'un certain M. Mangold qui tenait une galerie. Après 1870, il commença certains de ses voyages vers l'ouest, où il photographia de nombreux paysages, portraits et tribus amérindiennes, dont les Hopi, Navajo, Apache et Zuni. En 1878, il arriva au Nouveau-Mexique après la construction de la Atlantic and Pacific Railroad. Wittick est souvent crédité pour avoir pris la seule photographie authentifiée de Billy the Kid vers 1880. Il réalisa également plus tard une photographie de Geronimo agenouillé avec un fusil, en 1887.
Il mourut le 30 août 1903 à Fort Wingate, au Nouveau-Mexique, des suites d'une morsure de crotale dont il ne se remit jamais. Il avait été mordu plusieurs semaines auparavant, alors qu'il manipulait le serpent avant de quitter Fort Wingate. Sa mort aurait été prédite par un homme-médecine Hopi. Il fut enterré à Moline, dans l'Illinois, en 1903.